# هارونا سی
هارونا سی (انگلیسی: Harouna Sy؛ زادهٔ ۳۰ مارس ۱۹۹۶) بازیکن فوتبال اهل فرانسه است.
از باشگاه‌هایی که در آن بازی کرده‌است می‌توان به باشگاه فوتبال ستاره سرخ اشاره کرد.